# سياسات الشتات

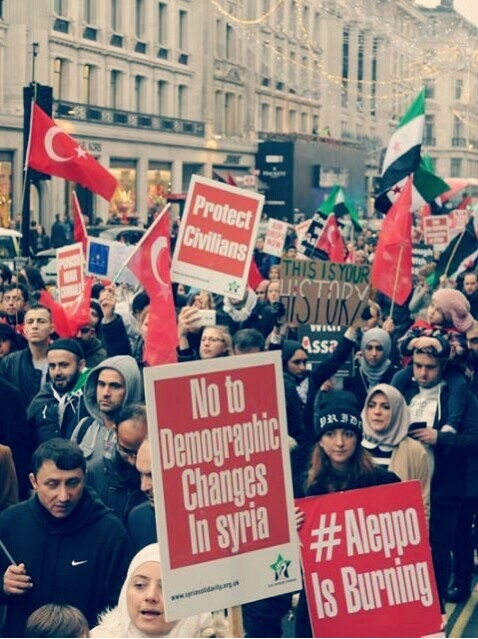
مظاهرات تدعو الى"لا للتغيرات الديمغرافية في سوريا" بالقرب من أوكسفورد.

سياسات الشتات تشير إلى السلوك السياسي لمجموعات الشتات الإثنية بين الدول، وعلاقتها بالوطن والدول المضيفة لها، بالإضافة إلى دورها البارز في الصراعات الإثنية. وتعد دراسة سياسات الشتات جزءًا من المجال الأوسع نطاقًا لدراسات الشتات.
لفهم سياسات الشتات، يجب أن نفهم أولاً سياقها التاريخي وملحقاتها: ويشير الشتات إلى مجتمع في دولة أخرى عرف نفسه على أنه مجموعة عرقية مفردة اعتمادًا على الهوية المشتركة. وتنجم مجموعات الشتات عن الهجرة التاريخية من الوطن الأصلي. وفي الحالات المعاصرة، يمكن أن يتم توثيق هذه الهجرة تاريخيًا، وكذلك الشتات المقترن بإقليم معين. ويعد تحديد ما إذا كان هذا الإقليم في الواقع هو وطن لمجموعة عرقية معينة أم لا شأنًا سياسيًا. وكلما كانت الهجرة قديمة، قلت الأدلة المتاحة على الحدث: في حالة شعب الغجر، لم يتم تحديد الهجرة والوطن ومسار الهجرة بدقة بعد. وغالبًا ما يكون للادعاء المتعلق بالوطن إيحاءات سياسية، وغالبًا ما يكون ذلك محل نزاع. 
وتضع مجموعات الشتات ذاتية التحديد قدرًا كبيرًا من الأهمية على وطنهم، بسبب ارتباطهم العرقي والثقافي به، خصوصًا إذا لم يكن «مفقودًا» أو «محتلاً». وقد أدى ذلك إلى ظهور الحركات الوطنية العرقية في العديد من مجموعات الشتات، وغالبًا ما يؤدي ذلك إلى تأسيس وطن له سيادة. لكن حتى عندما يتم تأسيس تلك الحركات، من النادر أن تعود مجموعات الشتات الكاملة إلى الوطن، ويبقى مجتمع الشتات المتبقي ملحقًا عاطفيًا كبيرًا بالوطن، والأشخاص ذوو الأعراق المشتركة به.
ويشير العلماء الآن إلى مجتمعات الشتات العرقية على أنها «أمر محتوم» وسمة «متوطنة» للنظام الدولي، وذلك حسبما قاله يوسي شين وتمارا كوفمان ويتس، للأسباب التالية:
1. أولاً، في كل دولة من الدول المضيفة للشتات، يمكن أن يقوم السكان بعمل تنظيم محلي من أجل تعظيم سلطتهم السياسية.
2. ثانيًا، يمكن أن تبذل مجموعات الشتات ضغوطًا مهمة في الساحة السياسية المحلية في الوطن فيما يتعلق بالأمور التي تخص الشتات.
3. في الفترة الأخيرة، يمكن أن يشارك مجتمع الشتات الدولي بشكل مباشر في دول الأطراف الثالثة والمنظمات الدولية، وبشكل واقعي يتم تجاوز حكومات الوطن والدولة المضيفة.

وبالتالي، يتم النظر إلى الشتات على أنها كيانات سياسية دولية، تعمل «نيابة عن الشعب بالكامل»، وتمتلك القدرة على العمل بشكل مستقل عن أية دولة مفردة (سواء كانت تلك الدولة هي الوطن أو الدولة المضيفة).